# Вила Романа (Л'Аквила)
Вила Романа (итал. Villa Romana) је насеље у Италији у округу Л'Аквила, региону Абруцо.
Према процени из 2011. у насељу је живело 91 становника. Насеље се налази на надморској висини од 808 м.